# Gamli gnævadarskáld
Gamli gnævadarskáld est un scalde islandais.
Une demi-strophe d'un poème sur Thor évoquant le combat du dieu contre Jörmungand et un fragment de poème sur un roi non identifiable sont tout ce qui subsiste de son œuvre. Ils ont été préservés dans le Skáldskaparmál de Snorri Sturluson (4, 64).
Il est souvent admis que Gamli a vécu au Xe siècle mais Rudolf Simek et Hermann Pálsson considèrent que ce n'est que « pure spéculation».
La signification du surnom de Gamli est incertaine. Il est possible qu'il ait composé un poème au sujet d'une personne surnommée Gnævaðar, ou que le surnom s'applique à lui-même, auquel cas il faudrait comprendre « le scalde exceptionnel ».